# Partido Paz, Unidad y Desarrollo Kulmiye
El Partido Paz, Unidad y Desarrollo Kulmiye (somalí: Xisbiga Kulmiye Nabad, Midnimo iyo Horumarka; árabe: حزب التضامن) es un partido político somalilandés.

## Elecciones

### Elecciones presidenciales
| Elección | Candidato                      | Votos   | %      | Resultados  |
| -------- | ------------------------------ | ------- | ------ | ----------- |
| 2003     | Ahmed Mohamed Mahamoud Silanyo | 205,515 | 42.07% | Derrota No  |
| 2010     | Ahmed Mohamed Mahamoud Silanyo | 266,906 | 49.59% | Victoria Sí |
| 2017     | Muse Bihi Abdi                 | 305,909 | 55.1%  | Victoria Sí |

### Elecciones parlamentarias
| Elecciones | Votos   | %      | Escaños | +/–   | Posición |
| ---------- | ------- | ------ | ------- | ----- | -------- |
| 2005       | 228,328 | 34.06% | 28/82   | Nuevo | Nuevo    |
| 2021       | 257,020 | 36.92% | 30/82   | 2     | 2.º      |

### Elecciones locales
| Elecciones | Votos   | %      | Escaños | +/–   | Posición |
| ---------- | ------- | ------ | ------- | ----- | -------- |
| 2002       | 83,158  | 18.90% | 71/379  | Nuevo | Nuevo    |
| 2012       | 244,795 | 30.19% | 99/323  | 28    | 1.º      |
| 2021       | 268,815 | 39%    | 93/220  | 6     | 1.º      |